# Adwaita

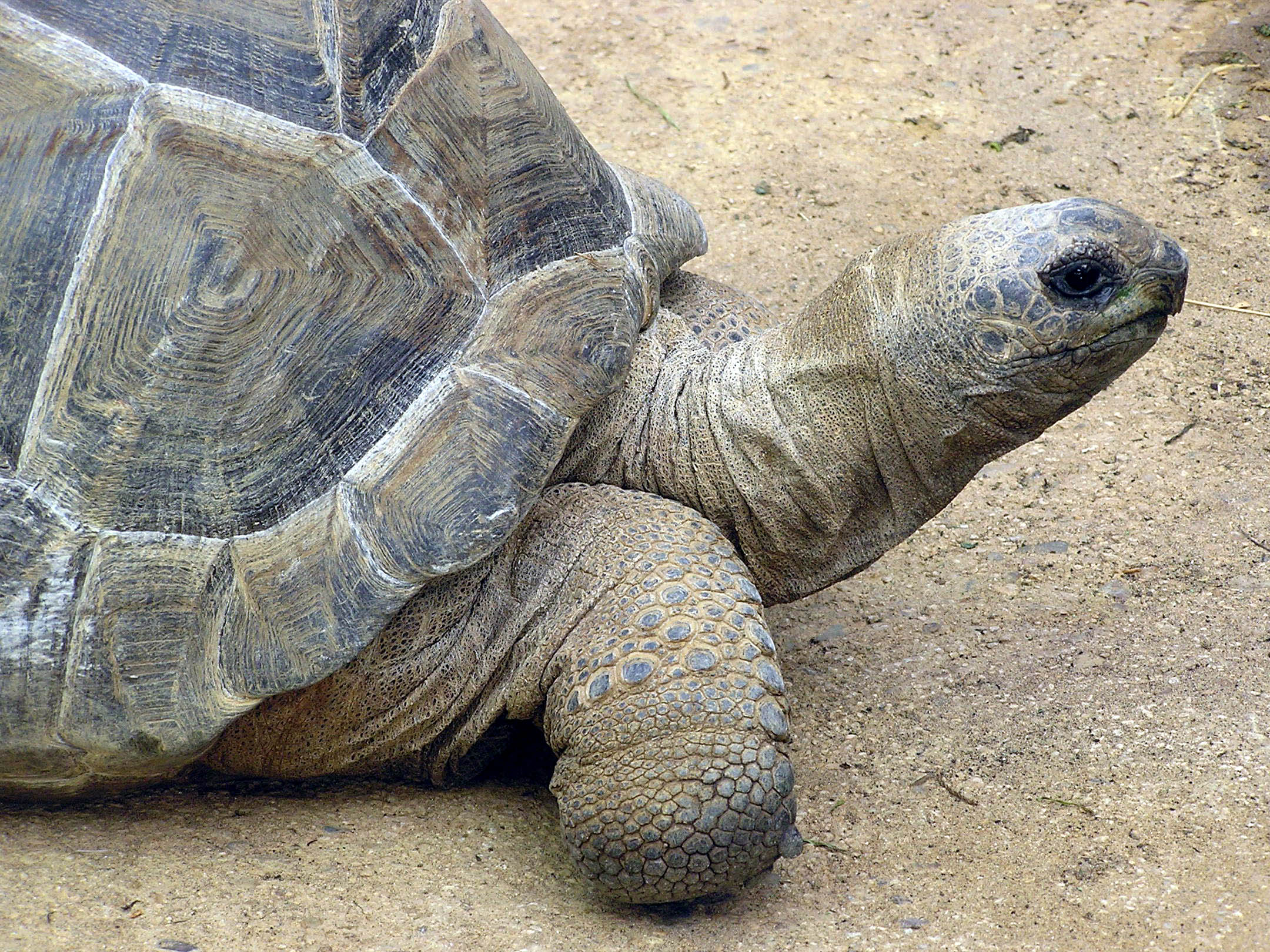
Une tortue géante d'Aldabra.

Adwaita (la non-duelle en sanskrit, en référence au védanta) (vers 1750 – 23 mars 2006) est le nom d'une tortue géante des Seychelles mâle offerte au jardin zoologique de Calcutta en Inde, célèbre pour sa longévité puisqu'elle aurait vécu plus de 250 ans.

## Histoire
Adwaita aurait été offert initialement par les marins qui l'ont capturé aux Seychelles comme animal de compagnie au major-général Robert Clive de la Compagnie anglaise des Indes orientales.
Adwaita est transféré au zoo de Calcutta en 1875 par Carl Louis Schwendler, son fondateur, après le décès des trois autres tortues qui appartenaient à Robert Clive.
D'un poids d'environ 250 kg, Adwaita a vécu dans son enclos au zoo de Calcutta jusqu'à sa mort en 2006.
Sa longévité reste sujette à caution, son âge était évalué de 150 à plus de 250 ans.
Certaines sources[Lesquelles ?] avancent une date de naissance vers 1750, d'autres mentionnent même une naissance en 1705.